# Plasma-unterstütztes Ätzen
Plasma-unterstütztes Ätzen (physikalisch-chemisches Ätzen) bezeichnet eine Gruppe von subtraktiven (abtragenden) Mikrostrukturverfahren in der Halbleitertechnologie. Als Trockenätzverfahren stellen sie alternative Strukturierungsverfahren zum nasschemischen Ätzen dar. Der Materialabtrag z. B. von Siliziumdioxid auf Silizium-Wafern erfolgt dabei mithilfe plasmaaktivierter Gase und beschleunigter Ionen (z. B. Argonionen).

## Allgemeines Verfahren
Beim physikalisch-chemischen Ätzen werden zwei Ätzmechanismen in einem Prozess genutzt, zum einen der Ionenbeschuss des Substrates und zum anderen eine chemische Reaktion an dessen Oberfläche. Physikalische und chemische Effekte werden in folgender Weise miteinander kombiniert:
Der Beschuss mit dem ionisierten Reaktionsgas oder anderen Ionen schwächt oder zerstört die chemischen Bindungen der Atome an der Oberfläche, sodass das reaktive Gas leichter reagieren kann und so den chemischen Effekt in den betroffenen Gebieten verstärkt. Dies geschieht, indem das Ionenbombardement die Energie zuführt, die für die Aktivierung der chemischen Reaktion erforderlich ist.
Zusätzlich kann bei Verwendung von polymeren Passivierungsfilmen – wie beim reaktiven Ionentiefenätzen – die Anisotropie des Ätzprozesses von Gräben und Löchern erhöht werden, denn der Polymerfilm scheidet sich weitgehend gleichmäßig an der gesamten Oberfläche ab, das heißt an der Substratoberfläche (bzw. auf der Maske), in den Grabenböden und an den Grabenseitenwänden. Der Ionenbeschuss ist jedoch hoch anisotrop, sodass nur der Grabenboden von Teilchen beschossen wird. Dort wird der Polymerfilm stark beschädigt, wodurch das Ätzgas das Substrat angreifen kann. Die Seitenwände werden hingegen nicht geschädigt und der Polymerfilm behindert dort den chemischen Ätzangriff. Der resultierende Ätzangriff am Boden ist somit deutlich höher als der an den Wänden, so dass er quasi nur in Richtung der auftreffenden Ionen erfolgt und eine hohe Anisotropie erzielt werden kann.

## Varianten

### Reaktives Ionenätzen

Vergleich der Siliciumdioxid-Ätzprozesse zwischen nasschemischen Ätzen und reaktiven Ionenätzen (RIE)

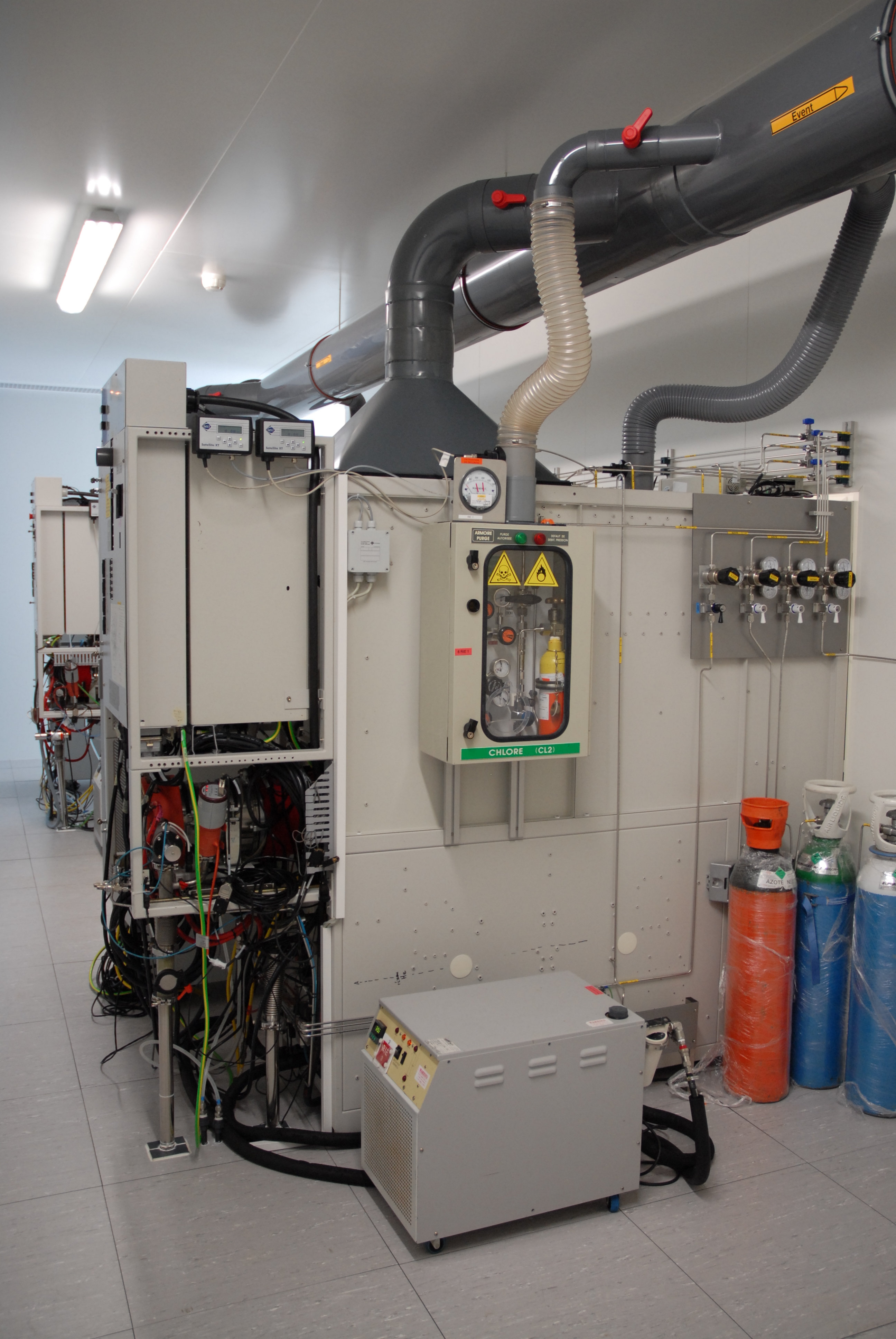
RIE-Anlage

Das reaktive Ionenätzen (englisch reactive ion etching, RIE) ist ein ionenunterstützter Reaktivätzprozess. Im Gegensatz zum Ionenätzen werden hier reaktive Ionen verwendet. RIE ist wegen der guten Kontrollierbarkeit des Ätzverhaltens (Homogenität, Ätzrate, Ätzprofil, Selektivität) ein Verfahren zur Herstellung von topografischen Strukturen für die Mikro- und Nanosystemtechnologie. Das Verfahren lässt durch chemisch-physikalischen Abtrag sowohl eine isotrope (richtungsunabhängig) als auch eine anisotrope Ätzung zu. Das Ätzen erfolgt durch aufgeladene Teilchen (Ionen), die in einem Gasplasma erzeugt wurden. Eine entsprechende Maskierung (z. B. durch Fotolithografie erzeugt) der Oberfläche gibt die Formgebung der Strukturen. Bei reaktivem Ätzen wird die chemische Ätzreaktion erst durch die kinetische Energie der auftreffenden Ionen ausgelöst. Aus dem Gasion und dem Schichtmolekül der Oberfläche entsteht das flüchtige Ätzprodukt, welches durch das Vakuumsystem entfernt wird. RIE liefert auch bei sehr feinen Strukturen mit Abmessungen deutlich unterhalb 100 nm noch sehr gute Ergebnisse.
Das reaktive Ionentiefenätzen (engl. deep reactive ion etching, DRIE) ist eine RIE-Modifikation für Siliziumtiefenätzen mittels alternierenden Ätz- und Passivierungszyklen (gas chopping, time-multiplexed etching) für höchste Aspektverhältnisse, Anisotropie und Ätzrate.

### Reaktives Ionenstrahlätzen
Die Funktion des reaktiven Ionenstrahlätzens (engl. reactive ion beam etching, RIBE) ist ähnlich wie beim Ionenstrahlätzen, allerdings werden auch hier reaktive Ionen verwendet. Die Wirkung ist anisotrop und selektiv.

## Alternative Abtragsverfahren

### Kathodenzerstäubung – Sputtern
Bei der Kathodenzerstäubung werden in einer Vakuumkammer Gasatome ionisiert. Das Substrat wird an eine (meist negative) Spannung gelegt (daher die Bezeichnung Kathodenzerstäubung) und die Ionen werden vom elektrischen Feld in Richtung des Substrats beschleunigt. Die kinetische Energie der Ionen bewirkt, dass Atome aus der Oberfläche herausgeschleudert werden. Diese Methode ist nicht isotrop und nicht selektiv.
Hohe Selektivität würde bedeuten, dass für unterschiedliche Stoffe (Verbindungen) stärker abweichende Abtragsraten vorhanden wären. Dies ist nur begrenzt der Fall. So gibt es aufgrund der unterschiedlichen Masse der Atome (Elemente) physikalische Wechselwirkungen (Impulsübertragung), die zu unterschiedlichen „Sputterraten“ und dem sogenannten Vorzugssputtern beim Prozessieren von Materialien mit leichten und schweren Atomen führen. Dies ist fast unabhängig von der chemischen Bindung im Material. Im Gegensatz dazu stehen chemisch wirkende Ätzverfahren.

### Ionenstrahlätzen
Ionenstrahlätzen (engl. ion beam milling oder ion beam etching nicht ion beam sputtering) funktioniert ähnlich wie das Ionenätzen, aber die Ionen werden in einem Strahl gebündelt. Daher ist die Wirkung richtungsabhängig (anisotrop) und nicht selektiv.

## Weblink
- Ätzverfahren – Trockenätzen. In: aetzen.de. Abgerufen am 11. Januar 2009.